# Langford (Dakota do Sul)
Langford é uma cidade  localizada no estado norte-americano de Dacota do Sul, no Condado de Marshall.

## Demografia
Segundo o censo norte-americano de 2000, a sua população era de 290 habitantes.
Em 2006, foi estimada uma população de 287, um decréscimo de 3 (-1.0%).

## Geografia
De acordo com o United States Census Bureau tem uma área de
0,7 km², dos quais 0,7 km² cobertos por terra e 0,0 km² cobertos por água. Langford localiza-se a aproximadamente 418 m acima do nível do mar.

## Localidades na vizinhança
O diagrama seguinte representa as localidades num raio de 28 km ao redor de Langford.